# Leptogenys amazonica
Leptogenys amazonica é uma espécie de formiga do gênero Leptogenys, pertencente à subfamília Ponerinae.